# Гілда Грей
Гілда Грей (англ. Gilda Gray, уроджена Маріанна Михальська (пол. Marianna Michalska), нар. 24 жовтня 1901, Краків, Королівство Галичини та Володимирії, Велике князівство Краківське, Австро-Угорщина — пом. 22 грудня 1959, Голлівуд, Каліфорнія) — американська актриса польського походження, що популяризувала в США танець «шиммі», що став популярним у 1920-ті роки.

## Біографія
Народилася в Кракові, що на той час входив до складу Австро-Угорщини, в сім'ї Макса і Ванди Міхальських, які в 1909 році іммігрували до США й оселилися в Мілуокі, штат Вісконсін. Оскільки сім'я жила у злиднях, її батьки видали Маріанну заміж у 15 років за скрипаля Джона Горецького, від якого через рік народила сина Мартіна, який став керівником джаз-оркестру. Свою кар'єру розпочала з виступів у шинку, де співала та танцювала.
Бажаючи досягти популярності, вона покинула чоловіка і переїхала до Чикаго, де познайомилася з піаністом Френком Вестфалем, який розглянув у ній талант і забрав із собою до Нью-Йорка. Там вона познайомилася з його дружиною, знаменитою співачкою Софі Такер, яка переконала її змінити ім'я на Гілда Грей. Нью-йоркська кар'єра Грей розпочалася у 1919 році з участі у водевілях та ревю, і того ж року вона вперше з'явилася на кіноекранах. Водночас вона вигадала танець «шиммі», коли під час одного зі своїх виступів забула частину слів гімну США, і щоб приховати своє збентеження почала струшувати плечима та стегнами. Танець швидко набув успіху у публіки, і незабаром став одним із найпопулярніших танців того часу, а сама актриса отримала прізвисько «Королева шиммі». Надалі танець «шиммі» став її візитною карткою.
Її кар'єра швидко набирала обертів, і в 1922 році вона з успіхом брала участь у знаменитому бродвейському ревю «Божевілля Зігфелда». 1923 року Грей вийшла заміж за свого агента Гілларда Боуга, разом з яким переїхала до Голлівуду, де продовжила успішні виступи у водевілях, а також стала інтенсивно розвивати кар'єру в кіно. Найуспішнішими картинами за її участю стали «Диявольська танцівниця» (1927) і «Піккаділлі» (1929), які принесли їй великі гонорари та любов публіки.
У 1929 році, після обвалу фондового ринку, Грей втратила більшу частину своїх заощаджень. Труднощі з роботою, стреси й розлучення з другим чоловіком, що послідували за цим, призвели до серцевого нападу в 1931 році. У травні 1933 року вона вийшла заміж за венесуельського дипломата Гектора Брісеньо де Саа, з яким розлучилася через п'ять років. На той час її виступи стали досить рідкісними, а 1939 року на екрани вийшов фільм «Роз Марі», який став останнім у її кінокар'єрі.
У 1946 році Грей подала позов на мільйон доларів проти студії «Columbia Pictures», стверджуючи, що їхній фільм «Гільда» з Ритою Гейворт у головній ролі, був заснований на її житті. У 1954 році, після кількох років розгляду, позов був відхилений. У 1953 році на телеекрани вийшов документальний фільм, присвячений Гілді Грей, в якому розповідалося про її мужність у роки Другої світової війни в частині організації благодійних фондів на підтримку польського народу, за що їй пізніше було вручено Хрест Заслуги.
Наприкінці життя Грей зазнавала серйозних фінансових проблем, і останні шість років вона жила в родині капітана пожежної служби студії Warner Bros. Антоніо Райо. За п'ять днів до смерті Грей перенесла напад харчового отруєння, а 22 грудня 1959 вона померла від серцевого нападу у віці 58 років. Її похорон на католицькому цвинтарі Святого хреста в Калвер-Сіті сплатив Кінематографічний фонд допомоги, а в лютому 1960 року на Голлівудській алеї слави було закладено її іменну зірку.

## Вибрана фільмографія
| Рік  |   | Українська назва       | Оригінальна назва  | Роль                           |
| ---- | - | ---------------------- | ------------------ | ------------------------------ |
| 1919 | ф | Чеснотна спокусниця    | A Virtuous Vamp    | Роль не визначена              |
| 1927 | ф | Диявольська танцівниця | The Devil Dancer   | Такла (диявольська танцівниця) |
| 1936 | ф | Великий Зігфельд       | The Great Ziegfeld |                                |